# ولسوالی شیبر
وُلُسوالی شیبَر یکی از ولسوالی‌ها (شهرستان‌ها) ی ولایت بامیان افغانستان است.

## جغرافیا
شیبر در ۴۸ کیلومتری مرکز بامیان و در شمال شرق ولایت بامیان واقع شده است.  این ولسوالی در ارتفاع ۲۶۰۰ متری واقع شده و از پنج دره بزرگ (غندک و جلمیش (۹۸٪ تاجیک و ۲٪ هزاره)، دره‌های شمبول و شیبر (۷۰٪ هزاره شیعه و ۲۵٪ هزاره اسماعیلی) و دره کالو (۹۵٪ هزاره شیعه و ۵٪ هزاره اسماعیلی) تشکیل شده است. این ولسوالی شامل ۹۴ روستا است. دره‌های شمبول و شیبر از ولسوالی شیخ علی ولایت پروان سرچشمه می‌گیرند و تا شمال غرب دره شکاری امتداد دارند. منطقه انتهای دره بلولا و عراق نامیده می‌شود. بزرگراه قدیمی کابل که به سمت شمال می‌رود از این دره عبور می‌کند. اکثر مردم این دره متعلق به اسماعیلیه هستند. دره کالو از تنگه حاجیگک در همسایگی ولایت وردک شروع می‌شود و تا شونبول یا دره بامیان امتداد دارد. ساکنان این دره نیز اسماعیلیه هستند و به زبان  فارسی دری صحبت می‌کنند. دره‌های غندک و جلمیش از دره بامیان شروع می‌شوند و تا کهمرد امتداد دارد. جمعیت این دره تاجیک هستند. این ولسوالی تا حدودی تحت کنترل حزب وحدت است. منطقه غندک و جلمیش که عمدتاً ساکنان آن تاجیک هستند، تحت کنترل حزب جمعیت اسلامی قرار دارند. از سال ۱۹۹۹ تا ۲۰۰۱ این ولسوالی توسط طالبان اشغال شد. بخش‌های جنوبی این ولسوالی که عمدتاً ساکنان آن هزاره هستند، در معرض درگیری‌های سنگین قرار گرفت و منجر به تخریب بیشتر خانه‌ها شد.
از شرق به ولسوالی شیخ علی مربوط ولایت پروان، از غرب به مرکز ولایت بامیان، ازشمال به ولسوالی تاله و برفک ولایت بغلان و ولسوالی سیغان ولایت بامیان و از جنوب به بهسود ولایت میدان ورک همسایه است.
دریاهای مشهور این ولسوالی عبارت اند ازشنبل، کالو، جلمش، غندگ، عراق و شیبراست ، این دریاها از ارتفات کوه بابا و هندوکش بین بامیان و سیغان سرچشمه میگیرند که در قسمت های شش پل، شکاری، دهن غندگ و دهن جلمش به دریای بامیان میریزند که این دریا در دوآب میخ زرین با دریای کهمرد یکجا گردیده ودر حصه ولسوالی دوشی بغلان با آب های سالنگ و خنجان اندراب یکجا میگردد و از ولایت بغلان و کندز عبور کرده که انرژی برق پلخمری و آبیاری زراعت آن را به عهده دارد.

## ترابری
این ولسوالی بر سر راه سه شاهراه بزرگ استراتیژیکی قرار گرفته است؛ شاه راه حاجیگگ ـ میدان وردک، شاه راه شیبر ـ پروان و شاه راه شکاری ـ بغلان، که شیبر و بامیان را به بیرون وصل کرده می کنند.

## مردم
براساس گزارش سال ۲۰۰۲ منتشر شده توسط UNHCR و AIMS:
جمعیت ولسوالی شیبر از اقوام مختلف تشکیل شده که ترکیب تقریبی آن به شرح زیر است:
۸۵٪ هزاره ها
۳٪ تاجیک ها
۱٪ سایر اقوام

## آموزش
در سطح ولسوالی شبر ٣١ باب مکتب رسمی فعالیت دارند که ٨ باب آن لیسه، ١٧ باب آن متوسطه و ۶ باب آن ابتداییه می باشند. این مکاتب ۶٩۰٥ نفر متعلم را که ٣١۰٢ نفر آن اناث و ٣٨۰٣ نفر آن ذکور می باشند، تحت پوشش قرار داده و توسط ٢۶٧ نفر معلم (٢٢١ نفر رسمی و ۴۶ نفر قرار دادی) که از مجموع ٢۶٧ نفر آن ٣٨ نفر معلم اناث می باشد، آموزش داده می شود.

## اقتصاد
موجوديت معدن آهن حاجيگک، اهميت اقتصادى اين ولسوالى را بر ملا مى سازد و یکی از معادن بزرگ در سطح آسیا محسوب ميگردد. معدن آهن حاجیگک که در سلسله کوه های هندوکش، میان بامیان و ميدان وردک واقع است، در سال ۱۳۳۹هجری شمسى، شناسایی شده و١٦ کیلومتر طول و ۵۵۰ مترعمق دارد.در اين معدن که يکى از بزرگترين معادن دنيا به شمار ميرود،دو ميليارد ُتن آهن وجود دارد.در داوطلبى ماه قوس سال ١٣٩٠، کنسرسيوم کمپنى هاى هندی (SAIL/ AFISCO) براى استخراج سه بلاک و يک کمپنی کانادايى  (Kilo Gold Mines)براى استخراج يک بلاک اين معدن برنده شده است و قرار است که کار استخراج آن در سال ١٣٩٢ آغاز گردد.

## اماکن دیدنی
آثار تاریخی در معرض نابودی قرار دارد؛ در ولسوالی شبر جاذبه های توریستی؛ تاریخی و طبیعی نیز وجود دارد. شهر سرخوشک در دره ی غندک است، یک استوپا در خود غندک است، یک قلعه تاریخی در دره ی جلمش است، همین طور در تَغمه چی عراق هم یک قلعه ی تاریخی وجود دارد و لخشوم قلعه در مسیر سرک عمومی شبر ـ بامیان، می باشد. عکس لخشوم قلعه در بانکنوت‌های جمهوریت داودخان چاپ شده است. همچنان سرای تاریخی کالو که مساحت چند جریب زمین را احتوا می‌کند و معرف معماری بامیان قدیم است. در تمام مناطق اسماعیلی‌نشین شیبر قلعه‌ها و حصارهای تاریخی موجود است که سنت قلعه‌نشینی در میان شیعیان اسماعیلی افغانستان با دوره الموت و خراسان بزرگ را نشان می‌دهد. به لحاظ تاریخی نشان می‌دهد که اسماعیلیان در این مناطق حکمرانی داشته اند. این آثار تاریخی متأسفانه توسط ریاست اطلاعات و فرهنگ محافظت نمی شود و در حال تخریب شدن و تقریبا نابودی هستند و باید روی این ها کار شود.

## اماکن مذهبی
اماکن مذهبی شیبر شامل مساجد، تکیه‌خانه‌‌ها و جماعت‌خانه می‌باشد. 
- جماعت‌خانه مرکزی شیبر
- جماعت‌خانه مرکزی عراق
- جماعت‌خانه مرکزی کالو
- مدرسه مهدیه کالو

## شخصیت‌های تاریخی و مردمی
- میر احمدجان‌خان ( این شخیصت نامدارد در زمان حکومت حفیظ‌الله امین زندانی و یکجا با تعداد از بزرگان مردمی اسماعیلی به قتل رسیدند.)
- آخند اسلم عراق
- میربخیتاری کالو (میر بختیاری از میر‌های مشهور هزاره‌ها بود که در زمان حیات خود در بخش‌های از ولسوالی شیبر بامیان حکمرانی کرده است)
- میرناصر کالو
- سناتور احمد علی، شیبری
- آخند محمدشاه
- حاجی علی احمد کالو
- ظابظ جمعه‌خان عراق
- ارباب رجب‌علی
- ارباب شیخ‌علی
- سیدحسین رضوی
- نوروز علی سیفیار